# Mboutoundou
Mboutoundou est un village du Cameroun situé dans le département du Boumba-et-Ngoko de la région de l'Est, précisément au niveau de l'arrondissement (commune) de Gari-Gombo.

## Population
Lors du recensement de 2005, le village comptait 107 habitants ; dont 43 sont des hommes et 64 sont des femmes.